# Александър Селкирк
Александър Селкирк (на английски: Alexander Selkirk, Selcraig, 1676 г. – 13 декември 1721 г.) е шотландски моряк.
Известен е с това, че е прекарал няколко години (оставен през 1704 г. и намерен през 1709 г.) на необитаемия остров Мас а Тиера (на испански: Más a Tierra, преименуван на Робинзон Крузо през 1966 г.), който влиза в състава на островите Хуан Фернандес в Тихия океан, на 640 км от крайбрежието на Чили.
Счита се, че той е прототип на Робинзон Крузо – главния литературен герой от едноименния роман на Даниел Дефо.
Селкирк е буен младеж и се присъединява към буканиерските пътувания към южните части на Тихия океан по време на Войната за испанското наследство. Една такава експедиция е командвана от Уилям Дампир. Корабът му акостира на островите Хуан Фернандес, за да събере провизии, а Селкирк прави правилна преценка, че корабът не е годен за плаване и поисква да бъде оставен на острова.
Когато най-накрая е спасен от британския капер Удс Роджърс, Селкирк вече е умел ловец и успешно използва намерените ресурси на острова. Историята му е широко разгласена, след като се връща в Англия, ставайки източник на вдъхновение за писателя Даниел Дефо.